# リスボン条約 (1667年)
リスボン条約（リスボンじょうやく）は、1667年3月31日に締結されたフランス王国とポルトガル王国の間の条約。

## 概要
条約により、フランスとポルトガルは10年間の対スペイン攻守同盟を締結した。
フランスは、それまでもポルトガル王政復古戦争でポルトガルを援助しており、1666年8月にはマリー・フランソワーズ・ド・サヴォワ＝ヌムールがポルトガル王アフォンソ6世と結婚した。
同盟の結果、スペイン軍はポルトガルとの戦争から抜け出すことができず、フランスは機に乗じてスペイン領ネーデルラントでネーデルラント継承戦争を始めた。